# Azamatowo (Udmurcja)
Azamatowo (ros. Азаматово) – wieś (sieło) w Rosji, w Urmurcji, w rejonie ałnaskim. W 2010 liczyła 346 mieszkańców.